# Ugo da Carpi
Ugo da Carpi, född omkring 1450 och död mellan 1520 och 1532, var en italiensk målare och träsnidare.
Carpi har betydelse som den första som framställde flerfärgstryck i Italien. Med sitt förfaringssätt med tre träplattor i olika färgton åstadkom han en plastisk verkan i trycket. Carpi arbetade i Venedig fram till 1516, då han flyttade till Rom, där han särskilt reproducerade målningar av Rafael.